# Festival européen du film indépendant
 (mai 2024).
 (août 2021).
La mise en forme du texte ne suit pas les recommandations de Wikipédia : il faut le « wikifier ».
Les points d'amélioration suivants sont les cas les plus fréquents. Le détail des points à revoir est peut-être précisé sur la page de discussion.
- Les titres sont pré-formatés par le logiciel. Ils ne sont ni en capitales, ni en gras.
- Le texte ne doit pas être écrit en capitales (les noms de famille non plus), ni en gras, ni en italique, ni en « petit »…
- Le gras n'est utilisé que pour surligner le titre de l'article dans l'introduction, une seule fois.
- L'italique est rarement utilisé : mots en langue étrangère, titres d'œuvres, noms de bateaux, etc.
- Les citations ne sont pas en italique mais en corps de texte normal. Elles sont entourées par des guillemets français : « et ».
- Les listes à puces sont à éviter, des paragraphes rédigés étant largement préférés. Les tableaux sont à réserver à la présentation de données structurées (résultats, etc.).
- Les appels de note de bas de page (petits chiffres en exposant, introduits par l'outil «  Source ») sont à placer entre la fin de phrase et le point final[comme ça].
- Les liens internes (vers d'autres articles de Wikipédia) sont à choisir avec parcimonie. Créez des liens vers des articles approfondissant le sujet. Les termes génériques sans rapport avec le sujet sont à éviter, ainsi que les répétitions de liens vers un même terme.
- Les liens externes sont à placer uniquement dans une section « Liens externes », à la fin de l'article. Ces liens sont à choisir avec parcimonie suivant les règles définies. Si un lien sert de source à l'article, son insertion dans le texte est à faire par les notes de bas de page.
- La présentation des références doit suivre les conventions bibliographiques. Il est recommandé d'utiliser les modèles {{Ouvrage}}, {{Chapitre}}, {{Article}}, {{Lien web}} et/ou {{Bibliographie}}. Le mode d'édition visuel peut mettre en forme automatiquement les références.
- Insérer une infobox (cadre d'informations à droite) n'est pas obligatoire pour parachever la mise en page.

Pour une aide détaillée, merci de consulter Aide:Wikification.
Si vous pensez que ces points ont été résolus, vous pouvez retirer ce bandeau et améliorer la mise en forme d'un autre article.
Le festival européen du film indépendant (dénomination en anglais : ÉCU - The European Independent Film Festival) est un festival international consacré au cinéma indépendant se déroulant tous les ans à Paris, France. Créé en 2006, il est consacré à la découverte et la promotion des meilleurs talents du cinéma indépendant d'Europe et d'ailleurs[non neutre].

## Présentation
Le Festival européen du film indépendant est présidé par Scott Hillier, cinéaste Australien installé à Paris. Ce dernier s'est imposé sur la scène internationale tout au long de son importante carrière cinématographique, de l'écriture à la réalisation, en passant par la production et le montage[réf. nécessaire]. Il s'est notamment distingué en tant que directeur de la photographie pour le film Twin Tower, Oscar du meilleur court métrage documentaire en 2003.
Chaque année, ÉCU met en avant la qualité, l'innovation et la créativité du cinéma indépendant, dans la forme comme dans le fond. Les films en compétition sont jugés par un jury international constitué de membres aux origines et compétences variées[non neutre]. Ils sont partagés entre 14 catégories dont 6 sont ouvertes aux films non-européens.
Pendant les trois jours du festival, qui se déroule habituellement au printemps, les participants peuvent, en plus d'assister aux projections des films en compétition, participer à des Workshops, assister à des concerts de musique ou encore rencontrer les réalisateurs[réf. souhaitée].
En plus de ses trois jours, le festival continue de défendre ses films[non neutre] tout au long de l’année avec une tournée promotionnelle mondiale[Information douteuse] appelée ÉCU-on-the-Road. Cette road-série ne promeut pas seulement les gagnants d’ÉCU, mais également les partenaires.

## Catégories
Le festival accueille des films européens et non-européens.

### Catégories européennes
- Long-métrage dramatique
- Court-métrage dramatique
- Documentaire
- Animation
- Clip vidéo
- Film expérimental
- Film comédie

### Catégories non-européennes
- Long-métrage dramatique
- Court-métrage dramatique
- Documentaire

### Catégories mondiales
- Film étudiant
- Much More than a Script Competition
- Sélection du Monde Arabe

## Éditions

### ÉCU 2022
La 17e édition du Festival Européen du Film Indépendant a eu lieu du 8 au 10 avril à Paris.

### ÉCU 2019
La 14e édition du Festival Européen du Film Indépendant a eu lieu du 5 au 7 avril au Cinéma Les 7 Parnassiens, dans le 14e arrondissement de Paris.
En plus des projections de films, les participants ont eu l’occasion de participer à séries d’ateliers et de discussions avec le réalisateurs. Il a été aussi un programme de musique organisé par Access Film-Music, le partenaire d’ÉCU, lors des after-parties des trois soirées du festival.
| Catégorie                                                             | Gagnant                                                                                      |
| --------------------------------------------------------------------- | -------------------------------------------------------------------------------------------- |
| Meilleur Film Indépendant Européen 2019                               | PIGGY - Carlota Martínez Pereda (Spain)                                                      |
| Meilleur Court-métrage Dramatique Européen Indépendant 2019           | SYDNEY - Paul Wyett (UK)                                                                     |
| Meilleur Long-métrage Dramatique Européen Indépendant 2019            | RWANDA - Riccardo Salvetti (Italy)                                                           |
| Meilleur Documentaire Indépendant Européen 2019                       | THE QUIET REBEL - Carole Cassier (France)                                                    |
| Meilleur Animation Indépendante Européenne 2019                       | AUGENBLICKE - A BLINK OF AN EYE - Kiana Naghshineh (Germany)                                 |
| Meilleure Comédie Indépendante Européenne 2019                        | PATER FAMILIAS - Giacomo Boeri (Italy)                                                       |
| Meilleur Film Experimental Indépendant Européen 2019                  | EL HOR - Diane Lucille Campbell (UK)                                                         |
| Meilleur Clip Vidéo Indépendant Européenne 2019                       | BIRTHPLACE - Jorik Dozy, Sil van der Woerd (Netherlands, Indonesia)                          |
| Meilleur Court-Métrage Dramatique Indépendant non-Européen 2019       | THE MOUSE - Liat Akta (Israel)                                                               |
| Meilleur Long-métrage Dramatique Indépendant non-Européen 2019        | IN GOD I TRUST - Maja Zdanowskil (Canada)                                                    |
| Meilleur Documentaire Indépendant non-Européen 2019                   | WOMEN OF THE GULAG - Marianna Yarovskaya (USA)                                               |
| Meilleur Film Étudiant 2019                                           | REVERIE - Philip Louis Piaget Rodriguez (Denmark)                                            |
| Meilleur Script de Court-Métrage 2019                                 | COURTESY OF THE KAISER - Mark Larson (USA)                                                   |
| Meilleur Script de Long-Métrage2019                                   | CLEMENT - German Perugorria Pans (Uruguay)                                                   |
| Meilleur Acteur 2019                                                  | Mark Weinman in SEX ED by Alice Seabright (UK)                                               |
| Meilleure Actrice 2019                                                | Sylvie Le Clanche in LE MAL BLEU (SICK BIRDS) by Anaïs Tellenne and Zoran Boukherma (France) |
| Meilleur Montage 2019                                                 | SUBMISSION - by Gary Coogan (Director: Savvas Stavrou) (UK)                                  |
| Meilleure cinématographie 2019                                        | THIRD KIND - Yannis Kanakis (Director: Yorgos Zois) (Croatia, Greece)                        |
| Meilleur Réalisateur 2019                                             | PIG HEART - Artjom Baranov (Germany)                                                         |
| Mention Spéciale du Jury 2019                                         | SKIN - Guy Nattiv (USA)                                                                      |
| Mention Spéciale du Jury 2019                                         | SALAM - Claire Fowler (UK)                                                                   |
| Mention Spéciale du Jury 2019                                         | I LOVE MY MUM - Alberto Sciamma (UK)                                                         |
| Prix du Public 2019                                                   | EVERYTHING YOU DIDN'T SAY - Charlie Reader (UK)                                              |
| Prix Ahmed Khedr Award de l'Excellence dans la Réalisation Arabe 2019 | FACES IN THE SUN - Farah Shaer (Lebanon, USA)                                                |
| Prix d'Excellence dans la Réalisation Féminine 2019                   | JOC - Andreea Valean (Romania)                                                               |

### ÉCU 2018
ÉCU 2018 - La 13e édition du Festival Européen du Film Indépendant a eu lieu du 4 au 6 mai au Cinéma Les 7 Parnassiens, dans le 14e arrondissement de Paris.
| Catégorie                                                             | Gagnant                                                                      |
| --------------------------------------------------------------------- | ---------------------------------------------------------------------------- |
| Meilleur Film Indépendant Européen 2018                               | The Box - Dusan Kastelic (Slovenie)                                          |
| Meilleur Court-métrage Dramatique Européen Indépendant 2018           | Wren Boys - Harry Lighton (Royaume-Uni)                                      |
| Meilleur Long-métrage Dramatique Européen Indépendant 2018            | Merrick - Benjamin Diouris (France)                                          |
| Meilleur Documentaire Indépendant Européen 2018                       | Rezo - Leo Gabriadze (Géorgie/fédération de Russie)                          |
| Meilleur Animation Indépendante Européenne 2018                       | Planet Tobler - Aran Quinn (Irlande, États-Unis)                             |
| Meilleur Film Experimental Indépendant Européen 2018                  | Plasma Vista - Harriet Fleuriot, Sara Faulkner, Sarah Cockings (Royaume-Uni) |
| Meilleur Vidéo Musicale Indépendante Européenne 2018                  | The End - Loïc Andrieu (France)                                              |
| Meilleure Comédie Indépendante Européenne 2018                        | Punchline - Christophe M. Saber (Suisse)                                     |
| Meilleur Court-Métrage Dramatique Indépendant non-Européen 2018       | Passion Gap - Jason Donald & Matt Portman (Afrique du Sud)                   |
| Meilleur Long-métrage Dramatique Indépendant non-Européen 2018        | Kafou - Bruno Mourral (Haïti)                                                |
| Meilleur Documentaire Indépendant non-Européen 2018                   | Grind - Yuri Alves (États-Unis)                                              |
| Meilleur Film Étudiant 2018                                           | Facing Mecca - Jan-Eric Mack (Suisse)                                        |
| Meilleur Script de Court-Métrage 2018                                 | Too Much Bupkis - Tom Brown & Dave Jay (États-Unis)                          |
| Meilleur Script de Long-Métrage 2018                                  | The Forgotten Patron - Louise Deschamps (Canada)                             |
| Meilleur Acteur 2018                                                  | Wave - TJ O'Grady Peyton (Irlande)                                           |
| Meilleure Actrice 2018                                                | Call For Dreams - Mami Shimazaki (Israël)                                    |
| Meilleur Montage 2018                                                 | The Third Breath - Jonathan Mandel (France)                                  |
| Meilleure cinématographie 2018                                        | Mobius Bond - Narvydas Naujalis (Lituanie)                                   |
| Meilleur Réalisateur 2018                                             | #tagged - Matijn Winkler (Pays-Bas)                                          |
| Mention Spéciale du Jury 2018                                         | Aquathlon - Alexey Shabarov (fédération de Russie)                           |
| Mention Spéciale du Jury 2018                                         | Les Miserables - Ladi Ly (France)                                            |
| Mention Spéciale du Jury 2018                                         | She'eriot - Yael Arad Zafir (Israël)                                         |
| Mention Spéciale du Jury 2018                                         | Too Much Info Clouding Over My Head - Vasilis Christofilakis (Grèce)         |
| Prix du Public 2018                                                   | Béa - José Esteban Pavlovich Salido (Mexique)                                |
| Prix Ahmed Khedr Award de l'Excellence dans la Réalisation Arabe 2018 | Wasati - Ali Kalthami (Arabie saoudite)                                      |
| Prix d'Excellence dans la Réalisation Féminine 2018                   | The Elephant - Suraya Raja (Royaume-Uni)                                     |

### ÉCU 2017
ÉCU 2017 - La 12e édition du Festival Européen du Film Indépendant a eu lieu du 21-23 avril 2017 au Cinéma Les 7 Parnassiens, dans le 14e arrondissement de Paris.
| Catégorie                                                             | Gagnant                                                               |
| --------------------------------------------------------------------- | --------------------------------------------------------------------- |
| Meilleur Film Indépendant Européen 2017                               | Cubs - Nana Kristín Magnúsdóttir (Islande)                            |
| Meilleur Court-métrage Dramatique Européen Indépendant 2017           | Emily Must Wait - Christian Wittmoser (Allemagne)                     |
| Meilleur Long-métrage Dramatique Européen Indépendant 2017            | Rage - Michal Wegrzyn (Pologne)                                       |
| Meilleur Documentaire Indépendant Européen 2017                       | Refugee Blues - Stephan Bookas & Tristan Daws (Royaume-Uni/Allemagne) |
| Meilleur Animation Indépendante Européenne 2017                       | Late Season - Daniela Leitner (Autriche)                              |
| Meilleur Film Expérimental Indépendant Européen 2017                  | Rhythm of Being - Giada Ghiringhelli (Royaume-Uni)                    |
| Meilleur Vidéo Musicale Indépendante Européenne 2017                  | I Got Myself A Finish (Tom Rosenthal) - Thomas Vernay (France)        |
| Meilleure Comédie Indépendante Européenne 2017                        | Le Chat Doré - Nata Moreno (Espagne)                                  |
| Meilleur Court-Métrage Dramatique Indépendant non-Européen 2017       | A Beautiful Day - Phedon Papamichael (États-Unis)                     |
| Meilleur Long-métrage Dramatique Indépendant non-Européen 2017        | Selling Isobel - Rudolf Buitendach (États-Unis)                       |
| Meilleur Documentaire Indépendant non-Européen 2017                   | El Buzo - Esteban Arrangoiz (Mexique)                                 |
| Meilleur Film Étudiant 2017                                           | Forest of Echoes - Luz Olicares Capelle (Autriche)                    |
| Meilleur Script de Court-Métrage 2017                                 | Going Home - Nir Shelter (Australie)                                  |
| Meilleur Script de Long-Métrage 2017                                  | Hunters Pointe - Scott Liapis (Allemagne)                             |
| Meilleur Acteur 2017                                                  | Eho - Selman Jusufi (Allemagne)                                       |
| Meilleure Actrice 2017                                                | Y - Marie Petiot (France)                                             |
| Meilleur Montage 2017                                                 | Three Rooms - Andrés Klimek (Mexique)                                 |
| Meilleure cinématographie 2017                                        | Son - Leif Thomas (Allemagne)                                         |
| Meilleur Réalisateur 2017                                             | Ce Qui Echappe (The Elusive) - Ely Chevillot (Belgique)               |
| Mention Spéciale du Jury 2017                                         | The Dog and the Elephant - Mike Sharpe (Royaume-Uni)                  |
| Mention Spéciale du Jury 2017                                         | The Bridge Over the River - Jadwiga Kowalska (Suisse)                 |
| Mention Spéciale du Jury 2017                                         | My Last Summer - Claude Demers (Canada)                               |
| Prix du Public 2017                                                   | Night-Shift - Hisham Sharafeddine (Liban)                             |
| Prix Ahmed Khedr Award de l'Excellence dans la Réalisation Arabe 2017 | Sing For Me - Sama Waham (Canada)                                     |
| Prix d'Excellence dans la Réalisation Féminine 2017                   | Standby - Charlotte Regan (Royaume-Uni)                               |

### ÉCU 2016
ÉCU 2016 - La 11e édition du Festival Européen du Film Indépendant a eu lieu du 8 au 10 avril au Cinéma Les 7 Parnassiens, dans le 14e arrondissement de Paris.
En plus des projections, les festivaliers ont eu la possibilité de participer à toute une série d’ateliers professionnels ainsi qu’à des  tables-rondes  intitulées «Rencontres avec les réalisateurs ». Tout un programme de  concerts live  a été organisé, grâce à Access Film Music, partenaire d’ÉCU.
| Catégorie                                                             | Gagnant |
| --------------------------------------------------------------------- | --- |
| Meilleur Film Indépendant Européen 2016                               | The Chicken - Una Gunjak (Croatie/Allemagne)                                                                                            |
| Meilleur Court-métrage Dramatique Européen Indépendant 2016           | Horseface - Marc Martinez Jordán (Espagne)                                                                                              |
| Meilleur Long-métrage Dramatique Européen Indépendant 2016            | Vanitas - Oscar Spierenburg (Belgique)                                                                                                  |
| Meilleur Documentaire Indépendant Européen 2016                       | Women in Sink - Iris Zaki (Royaume-Uni/Israël)                                                                                          |
| Meilleur Animation Indépendante Européenne 2016                       | The Old Man and the Bird - Dennis Stein-Schomburg (Allemagne)                                                                           |
| Meilleur Film Expérimental Indépendant Européen 2016                  | Refugees - Eduardo Hernandez Perez & Hans Jaap Melissen (Pays-Bas)                                                                      |
| Meilleur Vidéo Musicale Indépendante Européenne 2016                  | Circles - Helen Takkin (Estonie) |
| Meilleure Comédie Indépendante Européenne 2016                        | Discipline - Christophe M. Saber (Suisse)                                                                                               |
| Meilleur Court-Métrage Dramatique Indépendant non-Européen 2016       | Thunder Road - Jim Cummings (USA) |
| Meilleur Long-métrage Dramatique Indépendant non-Européen 2016        | Kidnap Capital - Felipe Rodriguez (Canada)                                                                                              |
| Meilleur Documentaire Indépendant non-Européen 2016                   | Life on the Border - Delocan Kekha, Diar Oman, Hazem Khodeideh, Mahmod Ahmad, Ronahi Ezaddin, Sami Hossein, & Zohour Saeid (Irak/Syrie) |
| Meilleur Film Étudiant 2016                                           | The Van Bommel Brothers - Laurens Jans (Belgique)                                                                                       |
| Meilleur Script de Court-Métrage 2016                                 | 6th of September - Ionut Gaga (Roumanie)                                                                                                |
| Meilleur Script de Long-Métrage 2016                                  | As An Actress - Maria Hinterkörner (Autriche)                                                                                           |
| Meilleur Acteur 2016                                                  | Patrick's Day - Moe Dunford (Irlande)                                                                                                   |
| Meilleure Actrice 2016                                                | Love/Me/Do - Rebecca Calder (Royaume-Uni)                                                                                               |
| Meilleur Montage 2016                                                 | The Way of Tea - Coban Beutelstetter (France)                                                                                           |
| Meilleure cinématographie 2016                                        | The Seed - Kassim Olivier Ahmed (Belgique)                                                                                              |
| Meilleur Réalisateur 2016                                             | The Man of My Life - Mélanie Delloye (France)                                                                                           |
| Mention Spéciale du Jury 2016                                         | Semiliberi - Matteo Gentiloni (Italie)                                                                                                  |
| Mention Spéciale du Jury 2016                                         | Balcony - Toby Fell-Holden (Royaume-Uni)                                                                                                |
| Mention Spéciale du Jury 2016                                         | Welcome - Javier Fesser (Espagne) |
| Prix du Public 2016                                                   | While You Were Away - Ben Mallaby (Royaume-Uni)                                                                                         |
| Prix Ahmed Khedr Award de l'Excellence dans la Réalisation Arabe 2016 | Little Gandhi - Sam Kadi (Turquie, États-Unis, Syrie)                                                                                   |
| Prix d'Excellence dans la Réalisation Féminine 2016                   | Until 20 - Jamila Paksima & Geraldine Moriba (États-Unis)                                                                               |

### ÉCU 2015
ECU 2015 – La 10e édition du Festival Européen du Film Indépendant a eu lieu du 10 au 12 avril au Cinéma Les 7 Parnassiens, dans le 14e arrondissement de Paris.
En plus des projections, les festivaliers ont eu la possibilité de participer à toute une série d’ateliers professionnels ainsi qu’à des tables-rondes intitulées «Rencontres avec les réalisateurs ». Tout un programme de concerts live a été organisé, grâce à Access Film Music, partenaire d’ÉCU. Des personnalités du monde du cinéma, de la télévision et des arts, des réalisateurs et professionnels de l’industrie du cinéma, se sont mêlés à un public de cinéphiles avides de liberté de pensée et d’innovation, caractéristiques des films indépendants.
| Catégorie                                                             | Gagnant                                                            |
| --------------------------------------------------------------------- | ------------------------------------------------------------------ |
| Meilleur Film Indépendant Européen 2015                               | Here Lies - Duncan Ward (Royaume-Uni)                              |
| Meilleur Court-métrage Dramatique Européen Indépendant 2015           | The Anklet - Guillaume Levil (France)                              |
| Meilleur Long-métrage Dramatique Européen Indépendant 2015            | Roseville - Martin Makariev (Bulgarie)                             |
| Meilleur Documentaire Indépendant Européen 2015                       | Gazi To Gezi- A Stones Throw Away - Ross Domoney (Royaume-Uni)     |
| Meilleur Animation Indépendante Européenne 2015                       | Mend And Make Do - Bexie Bush (United Kingdom)                     |
| Meilleur Film Expérimental Indépendant Européen 2015                  | Out of Reach (Rain Night) - Pablo Diartinez (Belgium)              |
| Meilleur Vidéo Musicale Indépendante Européenne 2015                  | Entomophobia - Robin Rippmann (United Kingdom)                     |
| Meilleure Comédie Indépendante Européenne 2015                        | De Smet - Thomas Baerten & Wim Geudens (Belgium / Netherlands)     |
| Meilleur Court-Métrage Dramatique Indépendant non-Européen 2015       | Catching Fireflies - Lee Whittaker (États-Unis)                    |
| Meilleur Long-métrage Dramatique Indépendant non-Européen 2015        | Flytrap - Stephen David Brooks (États-Unis)                        |
| Meilleur Documentaire Indépendant non-Européen 2015                   | Trip Along Exodus - Hind Shoufani (Syrie République Arabe / Liban) |
| Meilleur Film Étudiant 2015                                           | Exit Neverland - Chadi Abdul-Karim (Denmark)                       |
| Meilleur Script de Court-Métrage 2015                                 | Long Road Home - Richard Flynn (United Kingdom)                    |
| Meilleur Script de Long-Métrage 2015                                  | The Competitors - Ruth Greenberg (United Kingdom)                  |
| Meilleur Acteur 2015                                                  | Roseville - Kalin Vrachanski (Bulgaria)                            |
| Meilleure Actrice 2015                                                | Sophie at the Races - Siobhán O’Kelly (Ireland)                    |
| Meilleur Montage 2015                                                 | Being an Angel - Luigi Abanto Varese (Spain)                       |
| Meilleure cinématographie 2015                                        | 127 - Leigh Elford (New Zealand)                                   |
| Meilleur Réalisateur 2015                                             | Before the Bomb - Tannaz Hazemi (États-Unis)                       |
| Mention Spéciale du Jury 2015                                         | Oh! My Princess - Heewook SA (Republic of Korea)                   |
| Mention Spéciale du Jury 2015                                         | The Barbiers Blade - Hakan Can (Germany)                           |
| Mention Spéciale du Jury 2015                                         | Touch - Andrew Richardson (United Kingdom)                         |
| Prix du Public 2015                                                   | The Dandelion - Sophie-Clémentine Dubois (Belgium)                 |
| Prix Ahmed Khedr Award de l'Excellence dans la Réalisation Arabe 2015 | Amongst - Mohammed Alsalman (Saudi Arabia)                         |
| Prix d'Excellence dans la Réalisation Féminine 2015                   | Final Stroke - Anne Chlosta (Germany)                              |

### ÉCU 2014
ECU 2014 - le 9e Festival Européen du Film Indépendant s'est déroulé du 4 au 6 avril et a présenté une centaine de films de 35 pays. Le festival a pris place au cinéma principal des 7 Parnassiens, dans le 14e arrondissement de Paris.
| Catégorie                                                        | Gagnant                                                           |
| ---------------------------------------------------------------- | ----------------------------------------------------------------- |
| Meilleur Film Indépendant Européen 2014                          | 216 Months - Valentin and Fréderic Potier (France)                |
| Meilleur Film Expérimental Indépendant                           | Second Wind - Sergey Tsyss (Russie)                               |
| Meilleure Comédie Indépendante Européenne                        | Great - Andreas Henn (Germany)                                    |
| Meilleur Film Étudiant                                           | Deserted - Yoav Hornung (Israël)                                  |
| Meilleur Vidéo Musicale Indépendante                             | Sandra Kolstad – Run Away - Yenni Lee (Norvège)                   |
| Meilleur Animation Indépendante                                  | Drag Me - Nikos Kellis (Grèce)                                    |
| Meilleur Documentaire Indépendant Européen                       | Sickfuchpeople - Juri Rechinsky (Autriche)                        |
| Meilleur Court-Métrage Dramatique Indépendant Européen           | Blind Squad - Vlad Fenesan (Roumanie)                             |
| Meilleur Long-Métrage Dramatique Indépendant Européen            | The Enemy Within - Yorgos Tsemberopoulos (Grèce)                  |
| Meilleur Documentaire Indépendant non-Européen                   | Not Anymore: A Story of Revolution - Matthew VanDyke (États-Unis) |
| Meilleur Long-Métrage Dramatique Indépendant non-Européen        | The Preacher's Daughter - Michelle Mower (États-Unis)             |
| Meilleur Court-Métrage Dramatique Indépendant non-Européen       | Humor - Tal Zagreba (Israël)                                      |
| Prix Ahmed Khedr Award de l'excellence dans la réalisation Arabe | 7 Hours - Farah Alhashim (Liban)                                  |
| Meilleur Script de Court-Métrage                                 | Before The Bomb - Tannaz Hazemi and James Grimaldi (Iran)         |
| Meilleur Script de Long-Métrage                                  | Yellow Dragon and the Red Fox - Anthony Etherington (Royaume-Uni) |
| Meilleur Montage                                                 | My Past Life - Sebastian Lindblad (Suède)                         |
| Meilleur Cinématographie                                         | Portraits of Mistresses - Jean-François Hensgens (France)         |
| Meilleur Acteur                                                  | Say Nothing - Ed Stoppard (Royaume-Uni)                           |
| Meilleure Actrice                                                | Chains of Love - Lotta Doll (Allemagne)                           |
| Meilleur Réalisateur                                             | Jiminy - Arthur Molard (France)                                   |
| Prix du Public                                                   | Battlecock! - Ben Mallaby (Royaume-Uni)                           |
| Mention Spéciale du Jury                                         | Still Got Lives - Jan-Gerrit Seyler (Allemagne)                   |
|                                                                  | Closed Box - Riccardo Salvetti, Gianfranco Boattini (Italie)      |
|                                                                  | You Can’t Write a Letter - Guillaume Levil (France)               |

## ÉCU on-the-Road (ÉCU sur la route)
Chaque année, le festival voyage à travers le monde afin de s'assurer que les réalisateurs et films de la sélection officielle rencontrent leur public. Cela est rendu possible grâce à l'aide de plus de 50 festivals partenaires, centres culturels et commissions de films autour du monde. Pendant ces événements, quelques films de la sélection officielle sont projetés, ce qui permet d'augmenter la taille du public des réalisateurs.

### ECU on the Road 2013 à 2019
| Lieu                                               | Lieu               | Date                          |
| -------------------------------------------------- | ------------------ | ----------------------------- |
| Balinale                                           | Indonesie          | 24 - 29 septembre 2019        |
| ÉCU-à-Toulon                                       | France             | 12 & 15 septembre 2019        |
| Arkadia ShortFest                                  | Roumanie           | 13 - 17 août 2019             |
| Cabriolet Film Festival                            | Liban              | 7 - 9 juin 2019               |
| ÉCU Projection Spéciale à Grand Café Bataclan      | France             | 27 février 2019               |
| ÉCU-à-Istanbul                                     | Turquie            | 24 décembre 2018              |
| So Independent Film Festival                       | Bulgarie           | 26 octobre - 3 novembre 2018  |
| ÉCU à Russian Indie Film Festival                  | Russie             | 6 - 7 octobre 2018            |
| ÉCU à Bombai                                       | Inde               | 31 juillet 2018               |
| ÉCU à Avanca Film Festival                         | Portugal           | 25 - 29 julliet 2018          |
| Mt. Fuji - Atami Film & VR Festival                | Japon              | 28 juin - 1er juillet 2018    |
| ÉCU-à-Viseu                                        | Portugal           | 12-14 juillet 2018            |
| ÉCU-à-Cannes                                       | France             | 11-18 mai 2018                |
| ÉCU-à-Riga                                         | Lettonie           | 17-18 janvier 2018            |
| Aesthetica Festival du Court-Métrage               | Royaume-Uni        | 8-12 novembre 2017            |
| Super8000 Festival du Film                         | Danemark           | 27 octobre 2017               |
| ÉCU-à-Prague                                       | République Tchèque | 12 octobre 2017               |
| Naperville Festival du Film Indépendant            | États-Unis         | 23-30 septembre 2017          |
| The Smalls Festival du Film                        | Royaume-Uni        | 1-5 septembre 2017            |
| ÉCU-à-Athens                                       | Grèce              | 30 août - 1er septembre 2017  |
| Arkadia Shortfest                                  | Roumanie           | 1-3 septembre 2017            |
| Rural FilmFest                                     | Espagne            | 1-5 août 2017                 |
| Aegean Festival du Film                            | Grèce              | 25-30 juillet 2017            |
| Craft Nuits de Film                                | Espagne            | 27 juillet 2017               |
| Cabriolet Festival du Film à Beyrouth              | Liban              | 9-11 juin 2017                |
| ÉCU-à-Viseu                                        | Portugal           | 7-9 juin 2017                 |
| ÉCU-à-Cannes                                       | France             | 21-27 mai 2017                |
| Naperville Festival du Film Indépendant            | États-Unis         | 23-30 septembre 2017          |
| ÉCU-à-Viseu                                        | Portugal           | 7-9 juin 2017                 |
| Cinema Jam Session Novembre                        | Royaume-Uni        | 21 novembre 2016              |
| Aesthetica Festival du Court-Métrage               | Royaume-Uni        | 3-6 novembre 2016             |
| American Film Market                               | États-Unis         | 2-9 novembre 2016             |
| Evolution! Mallorca International Festival du Film | Espagne            | 3-12 novembre 2016            |
| NDU Festival International du Film                 | Liban              | 6-11 novembre 2016            |
| Festival International du Court-Métrage de Chypre  | Chypre             | 15-21 octobre 2016            |
| Zurich Festival du Film                            | Suisse             | 22 septembre - 2 octobre 2016 |
| Naperville Festival du Film Indépendant            | États-Unis         | 10-17 septembre 2016          |
| Arkadia ShortFest                                  | Roumanie           | 2-4 septembre 2016            |
| Festival International du Film de Patmos           | Grèce              | 21-27 juillet 2016            |
| Cabriolet Festival du Film                         | Liban              | 3-5, 13-15 juin 2016          |
| NDU Festival International du Film                 | Liban              | 15-22 novembre 2015           |
| Clare Valley Festival du Film                      | Australie          | 13-15 novembre 2015           |
| Qabila Festival du Film                            | Egypte             | 8-10 octobre 2015             |
| Tyrolean Festival de Film Indépendant / TyiFF      | Autriche           | 18 septembre 2015             |
| Naperville Festival de Film Indépendant            | États-Unis         | 12-19 septembre 2015          |
| ECU-à-Viseu                                        | Portugal           | 13-14-15 août 2015            |
| Arkadia ShortFest                                  | Roumanie           | 3-5 juillet 2015              |
| Festival du Film de Mashrome                       | Italie             | 1-3 août 2015                 |
| Cabriolet le Festival du Film                      | Liban              | 29-31 mai 2015                |
| Clare Valley                                       | Australie          | 30 mai 2015                   |
| ECU-à-Cannes                                       | France             | 13-24 mai 2015                |
| ECU-à-São Paulo                                    | Brésil             | 29 janvier – 4 février 2015   |
| ECU-à-Berlin                                       | Allemagne          | 14-15 février 2015            |
| VGIK International Festival                        | Russie             | 17–23 novembre 2014           |
| Aesthetica le Festival du court-métrage            | Royaume-Uni        | 6-9 novembre 2014             |
| Aarhus Independent Pixels                          | Danemark           | 17-19 octobre, 2014           |
| Tyrolean le Festival du Film Indépendant           | Autriche           | 9-12 octobre 2014             |
| Naperville le Festival du Film Indépendant         | États-Unis         | 13-29 septembre 2014          |
| Victoria le Festival du Film                       | Roumanie           | 26-29 juin 2014               |
| Festival du Film de Mashrome                       | Italie             | 3-6 juin 2014                 |
| Festival du Film de Cabriolet                      | Liban              | 30 mai – 1er juin 2014        |